# Riksdagen 1809–1810
Riksdagen 1809–1810 fandt sted i Stockholm.
Riksdagen åbnedes den 1. maj 1809. Til lantmarskalk valgtes Mikael Anckarsvärd. Præstestandens talsmand var ærkebiskoppen Jacob Axelsson Lindblom. Borgerstandens talsmand var Hans Niklas Schwan og bondestandens talsmand var Lars Olsson i Groröd. Efter at Gustav IV Adolf blev arresteret den 13. marts og abdicerede den 29. marts blev han formelt afsat den 10. maj. Karl XIII blev valgt til ny konge den 6. juni efter at have godkendt den nye regeringsform, som indførtes samme dag. Den danske prins Christian August blev valgt til ny svensk tronfølger. Riksdagen endte den 2. maj 1810.